# 匍地秋海棠
匍地秋海棠（学名：Begonia ruboides）是秋海棠科秋海棠属的植物。分布于中国大陆的云南等地，生长于海拔1,300米的地区，多生长在疏林中湿润处或密林下潮湿处，目前尚未由人工引种栽培。